# Зубовка (Краснокамський район)
Зу́бовка (рос. Зубовка, башк. Зубовка) — присілок у складі Краснокамського району Башкортостану, Росія. Входить до складу Музяківської сільської ради.
Населення — 28 осіб (2010; 22 у 2002).
Національний склад:
- росіяни — 82 %